# Batalla de la costa de Dalmacia
La batalla de la costa de Dalmacia fue un enfrentamiento naval entre la armada hispanomaltesa de Álvaro de Bazán y Benavides, continuando con su campaña desde la anterior batalla del golfo de Túnez, y una escuadra pirata berberisca de galeras del Túnez otomano y la Regencia de Argel.

## Antecedentes
Después de vencer al corsario Alí Arráez Rabazín en Túnez mientras buscaba la flota corsaria otomana, Bazán capturó otros dos navíos berberiscos ante el cabo Farina y regresó hacia el Reino de Sicilia para soltar allí los barcos capturados, dirigiéndose después hacia el golfo de Venecia. Al punto llegó un mensaje de una flota hispana en el mismo golfo, compuesta por 14 galeras de Sicilia y Nápoles y tres de la Orden de San Juan, que habían encontrado a la escuadra berberisca y la habían atrapado en una cala de la agreste costa dálmata a 60 millas del golfo veneciano. La escuadra mora se trataba exactamente de 13 galeras bien artilladas, dos de ellas otomanas de Rodas, seis tunecinas de Bizerta y cinco de Argel.
El virrey de Sicilia, Manuel Filiberto de Saboya, dio inmediatamente permiso para intervenir a la flota de Bazán, reforzada esta vez con cuatro más de la República de Génova, que estaban providencialmente en el puerto de Mesina.

## Batalla
Bazán y su flota llegaron a Dalmacia a 12 de julio gracias a un viento favorable y a la fuerza de los remeros, y una vez allí pactaron con la flota local, determinándose a arremeter contra los enemigos atrapados. Con su enorme superioridad numérica y técnica, las galeras europeas comenzaron a bombardear a las islámicas con la artillería, yéndose a pique seis de las segundas en el fragor del combate, aunque con sentimiento por no haberse podido rescatar a ninguno de sus galeotes cristianos. Pasaron entonces los europeos a abordar, sacando a a numerosos galeotes y haciendo prisioneros, hasta finalmente tomar todas las naves.

## Posterioridad
La armada cristiana se repartió el botín y los prisioneros, que pasaban de 450, y embarcaron a los cristianos liberados, muchos de ellos catalanes tomados en razias, para llevarles de vuelta a sus patrias. Una de las naves capturadas resultó ser una galera española, la propia capitana de la escuadra de Barcelona, que había caído en manos berberiscas tiempo atrás. También se encontró que una de las galeras turcas llevaba a una pariente del sultán otomano, Murad IV, la cual fue conducida a Mesina con las debidas atenciones.